# Horde
Horde è un progetto aperto dedicato allo sviluppo di applicazioni Open Source.
L'applicazione più nota è l'omonimo client di posta: un pacchetto per la gestione completa delle email (calendario, note, operazioni, file manager).

## Storia
Il framework di Horde deriva da Horde IMP (Internet Messaging Project), che Chuck Hagenbuch pubblicò su Freshmeat nel 1998. Il costante flusso di richieste per l'aggiunta di servizi non strettamente inerenti alla gestione della posta online, spinse gli sviluppatori a creare un'applicazione più versatile: Horde framework. La prima pubblicazione avvenne con la versione 1.3.3, all'inizio del 2001. La pubblicazione di Horde 2.0 e IMP 3.0 fu la prima a utilizzare due componenti interamente separati.
Horde, come framework generico, supporta prima di tutto i servizi di webmail, insieme con una serie di applicationi aperte, in particolare a partire da Horde 3.0, pubblicato nel 2004. La struttura modulare e flessibile del software, la sua qualità, e la sua gratuità hanno permesso un'ampia diffusione del software tra i fornitori di hosting. Per esempio, Horde è fornito per impostazione predefinita dall'hoster SAPO, una delle maggiori aziende del settore nella nazione, con milioni di utenti. Il software è compatibile con tutte le principali distribuzioni Linux ed è disponibile come componente aggiuntivo in pannelli di gestione come Plesk o cPanel.
Con la pubblicazione di Horde 4.0 nel 2011 il framework è stato oggetto di un importante cambio strutturale, passando a un sistema di pacchetti PEAR separati con supporto per gli smartphone.
Nel febbraio 2012 gli sviluppatori hanno scoperto che alcuni hacker avevano trovato una falla di sicurezza nel server FTP di Horde riuscendo a introdurre codice maligno in tre dei pacchetti distribuiti. L'attacco era stato compiuto nel novembre precedente, perciò i pacchetti infetti erano stati distribuiti per tre mesi. Il problema è stato risolto con una pubblicazione immediata di una versione non corrotta. La versione di Horde 4 non ha subito attacchi.

## Applicazioni
Il framework di Horde contiene le seguenti applicazioni o gruppi di applicazioni.

### Piattaforma email di Horde
- IMP - un'email client basato su interfaccia web.
  - MIMP - una versione IMP dedicata a dispositivi con un piccolo schermo o un supporto limitato di HTML come telefonini, PDA, smartphone.
- Ingo - un sistema di filtro per le email.
- Sork - una collezione di quattro moduli (account, inoltro, password, vacation) che insieme forniscono varie funzioni di gestione dell'account.

### Groupware di horde
- Kronolith - un calendario
- Mnemo - un gestionale per le note
- Nag - un gestionale multiutente per operazioni
- Turba - un gestionale per i contatti/indirizzi

#### Horde Groupware Webmail Edition
Horde Groupware Webmail Edition comprende i Groupware di Horde, l'IMP di Horde e Ingo.

### Strumenti di sviluppo Horde
- Chora – un comparatore di versione
- Whups – il Web Horde User Problem Solver, sistema di gestione tramite ticket

## Integrazione in altri prodotti
Horde è stato il client per Kolab fino alla versione 3.
È inoltre integrato nel pannello di gestione Plesk e compatibile con cPanel.